# ヨハン・デ・コック
ヨハン・デ・コック（Johan de Kock、1964年10月25日 - ）は、オランダ出身の元同国代表サッカー選手。
1984年にFCフローニンゲンでデビュー。FCユトレヒト、ローダJCと渡り歩き、EURO96直後にシャルケ04へ移籍した。1997年には、チームメイトのオランダ人選手ユーリ・ムルダーとともに活躍し、UEFAカップ獲得に貢献した。代表ではディック・アドフォカート時代の1993年に初招集され、1997年までプレー。13試合に出場し、1ゴールを挙げている。
2000年に現役を引退した。
オランダのエールディヴィジで12年間プレーし、通算289試合に出場しているが、合計31得点という数字は、ディフェンダーとしては非常に高い得点率である。長身を生かした空中戦が得意で、味方のセットプレーから数多くのゴールを決めている。EURO96ではフース・ヒディンクのもと、センターバックのポジションを任された。

## 選手経歴
- FCフローニンゲン　1984-1987
- FCユトレヒト　1987-1994
- ローダJC　1994-1996
- シャルケ04　1996-2000